# James McCoy
James Russell McCoy (ur. 4 września 1845, zm. 14 lutego 1924) – polityk z Pitcairn, wielokrotny magistrate (burmistrz) Pitcairn.

## Życiorys
McCoy był potomkiem Williama McCoya, buntownika ze statku Bounty. Syn Matthew (zwierzchnika w latach 40. i 50.) i Margaret Christian. Był w związku małżeńskim z Elizą Young (córka Simona i Mary Christian), z którą miał dziewięcioro dzieci: Mary (ur. 1865), Amelię (ur. 1867), Matthew (ur. 1868), Margaret (ur. 1871), Roberta (ur. 1873), Marię (1874-1893), Sarę (1876-1926), Winifreda (ur. 1879) i Adelię (1880-1945).
Nazywany był przez miejscowych Big Hunty. Był jednym z pierwszych mieszkańców wyspy, którzy powrócili po relokacji ludności na Norfolk (1859). W 1878 założył na Pitcairn sklep z towarami pozostawionymi na jednym ze statków.
Po raz pierwszy urząd magistrate na Pitcairn (ówczesna nazwa obecnego urzędu burmistrza) objął 1 stycznia 1870 i pełnił go do końca 1872 roku. Potem piastował to stanowisko jeszcze czterokrotnie (1878-1879, 1883, 1886-1889 i od 1904 do 1906). Ponadto dwukrotnie był zwierzchnikiem Pitcairn w latach 1893-1896 i od 1898 do 1904, jednak wtedy ten urząd był określany nazwą Przewodniczący Rady Pitcairn.

## W kulturze
McCoy występuje w dziele Marka Twaina Rewolucja w Pitcairn (1879) jako James Russel Nickoy, a także w utworze Jacka Londona The Seed of McCoy, będącym częścią Opowieści z mórz południowych.